# Das lüsterne Quartett
Das lüsterne Quartett (Originaltitel: The Lickerish Quartet) ist ein US-amerikanisch-deutsch-italienisches Erotikdrama aus dem Jahre 1970 von Radley Metzger mit Silvana Venturelli als mysteriöse Schlossbesucherin und Erika Remberg und Frank Wolff als dort residierendes Ehepaar.

## Handlung
Irgendwo auf einem nicht näher beschriebenen Schloss, wo ein Ehepaar mittleren Alters mit seinem nahezu volljährigen Sohn residiert. Der Film beginnt mit einem in Schwarzweiß gedrehten, schlecht erhaltenen Super-8-Sexfilm, den sich alle drei in trauter Eintracht anschauen. Der Schlossherr und seine Gattin reagieren auf die etwas schlampig-amateurhaft heruntergekurbelte Produktion, in der eine statuarisch-schöne Blondine im Zentrum der Handlung steht, mit intellektuellem Hochmut, diskutieren den Realitätssinn und geben andauernd mokante Kommentare ab, während auch der übelgelaunte Filius nicht übermäßig angetörnt scheint. Nach einer kurzen verbalen Auseinandersetzung mit dem Vater verlässt er genervt das Kaminzimmer, gefolgt von seiner Mutter.
Noch am selben Abend geht man in den nächstgelegenen Ort aus, und man glaubt seinen Augen nicht zu trauen: Auf dem Jahrmarkt arbeitet im Rahmen einer Motorrad-Stuntshow eine junge, wunderschöne, blonde Frau, die eine verblüffende Ähnlichkeit mit der Protagonistin des soeben gesehenen Pornofilmchens hat. Fasziniert von dieser Koinzidenz, lädt das Ehepaar das Jahrmarktsmädchen auf sein Schloss ein. Dort konfrontieren sie die Schöne mit dem schwarzweißen Schmuddelfilmchen, doch dieser ist nun bei nochmaliger Betrachtung vollkommen verändert. Lange Zeit gibt es keine Gesichter mehr zu sehen, dann scheinen die Protagonisten ausgewechselt. Ist die statuarische Blondine wirklich jemals in dem Porno zu sehen gewesen? Ist man womöglich einer Sinnestäuschung aufgesessen? Und worauf will der hübsche Schlossgast  mit seinen kryptischen Anmerkungen hinaus?
Ganz ohne Zweifel bringt die Anwesenheit der jungen Frau die drei Schlossbewohner in ihrem Wesen, ihren Gelüsten und Begierden und ihrem Selbstverständnis gründlich durcheinander. Es beginnt ein alle Sinne herausforderndes, verwirrendes Bäumchen-wechsle-dich-Spiel, bei dem die mysteriöse Blondine die Fäden in der Hand hält und alle drei Angehörigen der Familie mit ihrer sinnlichen Erotik erst betört und fasziniert, dann verführt. Der Schwarzweißfilm avanciert zur Parallelidentität, in der Handlung und Darsteller sich verändern. Plötzlich taucht beispielsweise die Gattin während der erneuten Betrachtung des Pornofilmchens als Gespielin der ursprünglichen Akteurin auf und wird dort von ihr ebenso verführt wie ganz real bei der Betrachtung des Films, als die Blondine sich zu ihr auf die Couch setzt und sie zeitgleich zum Orgasmus reibt. Auch der Hausherr verfällt der Schönen. In einer speziellen Erotikbibliothek werden die Literatur und der mit in lexikalischem Stil erklärten, erotischen Begriffen („Sex“, „Phallus“, „Penis“, „Fuck“ etc.) beschriftete Fußboden zur Spielwiese des Mannes und der jungen Besucherin, als sie, beide angetörnt, erst auf dem Tisch, dann über die erotischen Beschriftungen rollend, miteinander Sex haben.
Der Sohn wiederum, der der schönen Verführerin zunächst aus dem Weg zu gehen scheint, wird von der Blondine auf dem zinnenbekrönten Schlossumgang aufgespürt und von ihr verführt. Nachdem sie wie verliebte Kinder durch das Schlossinnere getollt sind, machen sie in freier Natur, mit dem Burgbau als Kulisse im Hintergrund, miteinander Liebe, nur vom Zirpen der Grillen begleitet. All diese Vorgänge werden zur Metaebene der Geschichte um eine Familie, die in die Anwesenheit der Fremden ihre Begehrlichkeiten, Wünsche und sexuellen Träume projiziert. Was also ist Wahrheit und Wirklichkeit, was Wunschvorstellung und Phantasie? Wo ist Film einfach nur Zelluloid, ab welchem Zeitpunkt beginnt Film zur Wirklichkeit zu werden, und ist die Realität in Wahrheit oftmals nicht einfach nur Imagination? Am Ende sitzt das Ehepaar wieder vor der aufgerollten Leinwand, um sich den Film erneut zu betrachten. Der blonde Schlossgast ist nun nicht mehr Handlungsträger des Filmchens, das Ehepaar sieht sich selbst darin, wie es sich im Bett liebt.
Der Besuch hat den Schlossbewohnern durch seine Anwesenheit neue Möglichkeiten eröffnet und beim Ehepaar neue Lust füreinander geweckt. Das entfremdete Paar findet wieder zueinander, doch der Sohn, der ins Freie hinausstürmt, sucht verzweifelt seine verloren gegangene Liebe. In der Schlussszene sitzen neue, junge Menschen auf Couch und Stühlen und betrachten sich den alten Schwarzweißfilm (mit neuer Besetzung, darunter auch das kopulierende Schlossherrenehepaar), um dieselben mokanten Kommentare abzugeben wie einst das Ehepaar.

## Produktionsnotizen
Das lüsterne Quartett wurde auf dem Castello Piccolomini in Balsorano in den Abruzzen, Italien, gedreht und am 13. Oktober 1970 in New York uraufgeführt. Die deutsche Erstaufführung erfolgte wohl erst vier Jahrzehnte später, am 18. September 2010 im Rahmen des Oldenburger Filmfestivals.
Enrico Sabbatini entwarf die Filmbauten und die Kostüme, Osman Ragheb war Regieassistent.
Erika Remberg beendete mit diesem Streifen ihre Karriere als Filmschauspielerin. In der Anfangsszene des Films kommentiert Remberg eine im Schwarz-Weiß-Sexfilm gezeigte Lesbenszene mit dem Hinweis, dass sie diese an Therese und Isabell (1968) erinnere. Bei diesem Streifen handelte es sich um Metzgers Vorgängerinszenierung.
Im September 2013 erschien der Film auf DVD.

## Kritiken
„‚Die Realität von heute ist dazu bestimmt, Ihnen morgen als Illusion zu erscheinen‘, lautet ein Zitat aus Luigi Pirandellos Drama Sechs Personen suchen einen Autor, das Radley Metzger seinem 1970 entstandenen Film The Lickerish Quartet (Das lüsterne Quartett) als Motto vorangestellt hat. Zwischen diesen beiden Polen bewegt sich Metzgers künstlerisch ambitionierter Erotikfilm durch seine Film-im-Film-Struktur und den damit verbundenen Austausch unterschiedlicher Fiktionalisierungsgrade unentwegt und dabei theoretisch komplex.“

„A fruitily beautiful movie.“

Andy Warhol soll den Film „an outrageously kinky masterpiece“ (»ein unerhört ausgefallenes Meisterwerk«) genannt haben.